# Росянковые
Рося́нковые (лат. Droseráceae) — семейство двудольных хищных растений, входящее в порядок Гвоздичноцветные, включающее в себя три современных рода: монотипные Альдрованда и Венерина мухоловка, достаточно многочисленный род Росянка со 187 видами и несколько вымерших родов плотоядных растений.

## Ботаническое описание
Росянковые — многолетние корневищные болотные или водные травянистые растения, иногда полукустарники, обладающие характерными приспособлениями для ловли насекомых.
Листья росянковых очерёдные, простые, цельные, обычно собраны в розетки и, как правило, усажены разнообразными железистыми волосками, щетинистыми выростами и чувствительными щетинками.
Цветки актиноморфные, двуполые, собраны в простые верхоцветные соцветия.
Плод — коробочка.

## Классификация

### Таксономия
Droseraceae  Salisb., 1808, Parad. Lond. , ad t. 95. 1808.
Семейство Росянковые включается в порядок Гвоздичноцветные (Caryophyllales) последовательно входящий в более крупные клады Суперастериды → Эвдикоты → Цветковые растения. Кладограмма в соответствии с Системой APG IV  по состоянию на декабрь 2023 года:
|  |                          |  |                                   |                          |            |  | еще 40 семейств |        |  |           |
|  |                          |  |                                   |                          |            |  |                 |        |  |           |
|  |                          |  |                                   | порядок Гвоздичноцветные |            |  |                 |        |  |           |
|  |                          |  |                                   |                          |            |  |                 |        |  | 189 видов |
|  | клада Цветковые растения |  |                                   |                          | Росянковые |  |                 | 3 рода |  |           |
|  | клада Цветковые растения |  |                                   |                          |            |  |                 | 3 рода |  |           |
|  |                          |  | ещё 63 порядка цветковых растений |                          |            |  |                 |        |  |           |
|  |                          |  |                                   |                          |            |  |                 |        |  |           |

### Роды
- Aldrovanda — Альдрованда. Включает один вид — Альдрованду пузырчатую, спорадически распространённую во внутриконтинентальных прибрежных водах всех климатических поясов Земли, исключая самые северные районы.
- Dionaea — Венерина мухоловка. Включает один вид — эндемик прибрежных районов штата Северная Каролина (США).
- Drosera typus — Росянка. Включает 187 видов, распространённых повсеместно.
- †Droserapollis
- †Droserapites
- †Droseridites
- †Fischeripollis
- †Palaeoaldrovanda
- †Saxonipollis